# جانگ هی-اوک
جانگ هی-اوک (انگلیسی: Jang Hye-ock؛ زادهٔ ۹ فوریهٔ ۱۹۷۷) بدمینتون‌باز اهل کره جنوبی است.